# Constantin Stere
Constantin G. Stere (Cerepcău, 1865 – Bucov, 1936) è stato un politico rumeno.
Oppositore dello zar Nicola II di Russia, nel 1918 fu fautore dell'annessione della Bessarabia alla Russia. Collaboratore del L'avvenimento letterario dal 1893 al 1894, nel 1906 fondò la rivista Vita romena.
Nel 2020 è stato scoperto un busto nella città di Rezina (Moldavia). L'autore è lo scultore moldavo Veaceslav Jiglițchi.